# Marquis de Santa Cruz
Le titre de Marquis de Santa Cruz (en espagnol: Marqués de Santa Cruz) est un titre héréditaire accompagné de la dignité de Grand d'Espagne. 
Il fut accordé en 1569 par Philippe II à Álvaro de Bazán. Il est aujourd'hui porté par Álvaro Fernández-Villaverde y Silva.

## Liste des Marquis
|      | Marquis                                                      | Periode   |
| ---- | ------------------------------------------------------------ | --------- |
| I    | Álvaro de Bazán y Guzmán (1526-1588)                         | 1569-1588 |
| II   | Álvaro de Bazán y Benavides (1571-1644)                      | 1588-1644 |
| III  | Álvaro de Bazán y Manrique de Lara (?-1660)                  | 1644-1660 |
| IV   | María Eugenia de Bazán y Doria (?-1667)                      | 1660-1677 |
| V    | Francisco Diego de Bazán y Doria (?-1680)                    | 1667-1680 |
| VI   | José Bernardino de Bazan y Pimentel (?-1692)                 | 1680-1692 |
| VII  | Álvaro Antonio de Bazán y Pimentel (?-1737)                  | 1692-1737 |
| VIII | Pedro de Silva-Bazán y Alagón (1703-1744)                    | 1737-1744 |
| IX   | José Joaquín de Silva-Bazán (1734-1802)                      | 1744-1802 |
| X    | José Gabriel de Silva-Bazán y Waldstein (1782-1839)          | 1802-1839 |
| XI   | Francisco de Borja de Silva-Bazán y Téllez-Girón (1815-1889) | 1839-1889 |
| XII  | Álvaro de Silva-Bazán y Fernández de Córdova (1839-1894)     | 1889-1894 |
| XIII | Mariano de Silva-Bazán y Carvajal-Vargas (1875-1940)         | 1894-1940 |
| XIV  | Casilda de Silva y Fernández de Henestrosa (1914-2008)       | 1956-2008 |
| XV   | Álvaro Fernández-Villaverde y Silva (1943-)                  | 2009-     |

## Sources
- « » Guía de Títulos » (consulté le 25 février 2022)

- « bulletin officiel »

1. ↑  María Eugenia de Bazán, IV marquesa de Santa Cruz de Mudela, IV marquesa del Viso, Grande de España, dama de la reina Isabel II, fallecida el 11 de septiembre de 1677.
2. ↑  Francisco Diego de Bazán y Benavides, V marqués de Santa Cruz de Mudela, Grande de España de segunda clase, VI marqués del Viso, III marqués de Bayona, general de las Galeras de España, Virrey de Sicilia, fallecido en 1680.
3. ↑  José Bernardino de Bazán y Benavides, VI marqués de Santa Cruz de Mudela, VI marqués del Viso, IV marqués de Bayona, Grande de España de segunda clase, fallecido el 27 de septiembre de 1692
4. ↑  Álvaro Antonio de Bazán Benavides y Pimentel, VII marqués de Santa Cruz de Mudela, Grande de España de segunda clase, VII marqués del Viso, V marqués de Bayona, cabTO, chr des Ordres du Roi (20.5.1725), gentilhombre de cámara del Rey, mayordomo-mayor de la Reina. Falleció en 1737, sin descendencia. El título de Marqués de Santa Cruz lo heredó su sobrina, Manuela de Alagón.
5. ↑  Pedro Artal de Silva-Bazán, VIII marqués de Santa Cruz, título que heredó, por renuncia, de su madre, Manuela de Alagón. Hijo de José de Silva y Masibradi, Grande de España, nació el 17 de octubre de 1703 y falleció el 25 de octubre de 1744, habiéndose casado con María Cayetana de Portaceli Sarmiento Zúñiga, V condesa de Pie de Concha, el 25 de agosto de 1707. Esta señora parece ser la "María Cayetana de Isassi Cutunegui[e]ta Sarmiento de Sotomayor, Dávila, Zúñiga, Fernández de Córdoba, marquesa viuda de Santa Cruz y de Bayona, condesa de Monte Santo, marquesa de Arcicollar, condesa de Pie de Concha" a la que está dedicado El secreto a voces... del médico e hidrólogo toledano Vicente Pérez (Madrid, imprenta de música de don Eugenio Bieco, 1753), un folleto polémico contra unos llamados "polvos de Aix" purgantes.
6. ↑  José Joaquín de Silva-Bazán, IX marqués de Santa Cruz.  Mayordomo mayor de los Reyes Carlos III y Carlos IV. Su primogénito, hijo de su primer matrimonio con María de la Soledad de la Cueva, heredó el título de Marqués del Viso, mientras que el marquesado de Santa Cruz lo heredó don José Gabriel, fruto de su segundo matrimonio con Maria Anna von Waldstein.
7. ↑  José Gabriel de Silva-Bazán y Waldstein, X marqués de Santa Cruz, nació el 18 de marzo de 1782 y falleció el 7 de noviembre de 1839. Fue  Mayordomo mayor y Sumiller de Corps del Rey  Fernando VII. Casó el 11 de junio de 1801 con Joaquina Tellez-Girón y Pimentel, Camarera mayor de Palacio.
8. ↑  Francisco de Borja de Silva-Bazán, XI marqués de Santa Cruz, nacido en Madrid el 31 de octubre de 1815 y fallecido en la misma ciudad el 28 de noviembre de 1889, Mayordomo mayor de la Reina durante el reinado de  Alfonso XII y luego  Jefe Superior de Palacio de la Reina María Cristina de Habsburgo-Lorena, contrajo matrimonio el 13 de diciembre de 1835 con María de la Encarnación Fernández de Córdova y Álvarez de las Asturias Bohorques, Camarera mayor de Palacio.
9. ↑  Álvaro de Silva-Bazán y Fernández de Córdova, XII marqués de Santa Cruz, nació en Madrid el 28 de mayo de 1839, muriendo el 10 de septiembre de 1894 en la misma ciudad, en donde también se casó el 19 de febrero de 1873 con María Luisa de Carvajal-Vargas y Dávalos, IV duquesa de San Carlos y Camarera mayor de Palacio.
10. ↑  Mariano de Silva-Bazán y Carvajal-Vargas, XIIII marqués de Santa Cruz, nacido en Madrid el 2 de abril de 1875 y fallecido en 1940, Gentilhombre Grande de España con ejercicio y servidumbre del Rey Alfonso XIII, casado con Casilda Fernández de Henestrosa y Salabert, III duquesa de Santo Mauro.
11. ↑  Casilda de Silva y Fernández de Henestrosa, duquesa de San Carlos y de Santo Mauro, nació en Madrid el 3 de abril de 1914.